# 인천국제공항발 KTX
인천국제공항발 KTX 노선구간은 2014년 6월 30일 월요일부터 일부러 운행을 시작하였다. 그러나 다니는 중간에서 공항철도 지하철들과 기차들이 배차시간을 길어지는 불편한 상황이 발생되어 2018년 3월 23일 금요일부터 운행이 중단되어, 2018년 9월 1일 토요일부터 공식적으로 완전히 폐지하면서 지금은 아예 폐쇄되어 있지 않았다.

2018~2025년에 건설중이던 현재 어천역, 초지역, 송도역, 인천역 승강장에서 어천삼각선 과 인천발 KTX 노선구간을 운행하려는 움직임을 보이고 있다.
2025~2030년에 건설예정인 현재 인천국제공항 제1.2여객터미널 역을 인천발 KTX와 제2공항철도 직결구간을 부활시키는 움직임을 보이고 있다.

폐지후에는 7월 9일 ~ 7월 29일에 광주 세계 수영 선수권 대회 로 열리는 기간에만 영향을 KTX 임시로 운행할 것으로 보이며, 하루 7회 운행했었다. 앞으로도 이런 국제행사가 있을 기간에 한해 임시 KTX를 운영할 것으로 보인다.